# Imitateur
Pour les articles homonymes, voir Imitation.

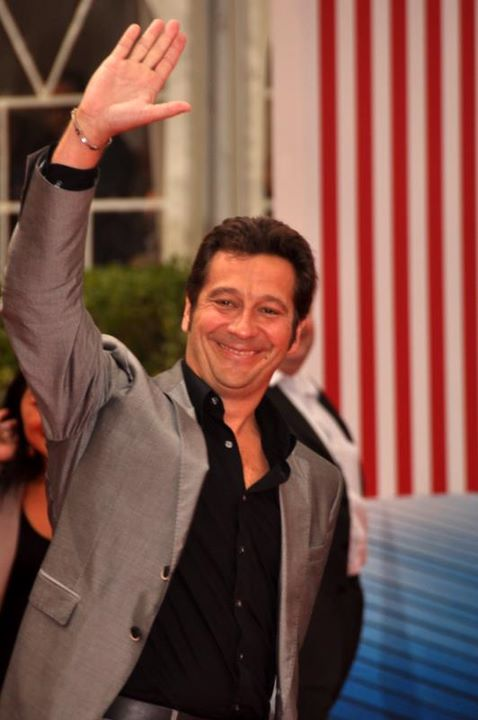
L'imitateur et humoriste français Laurent Gerra.

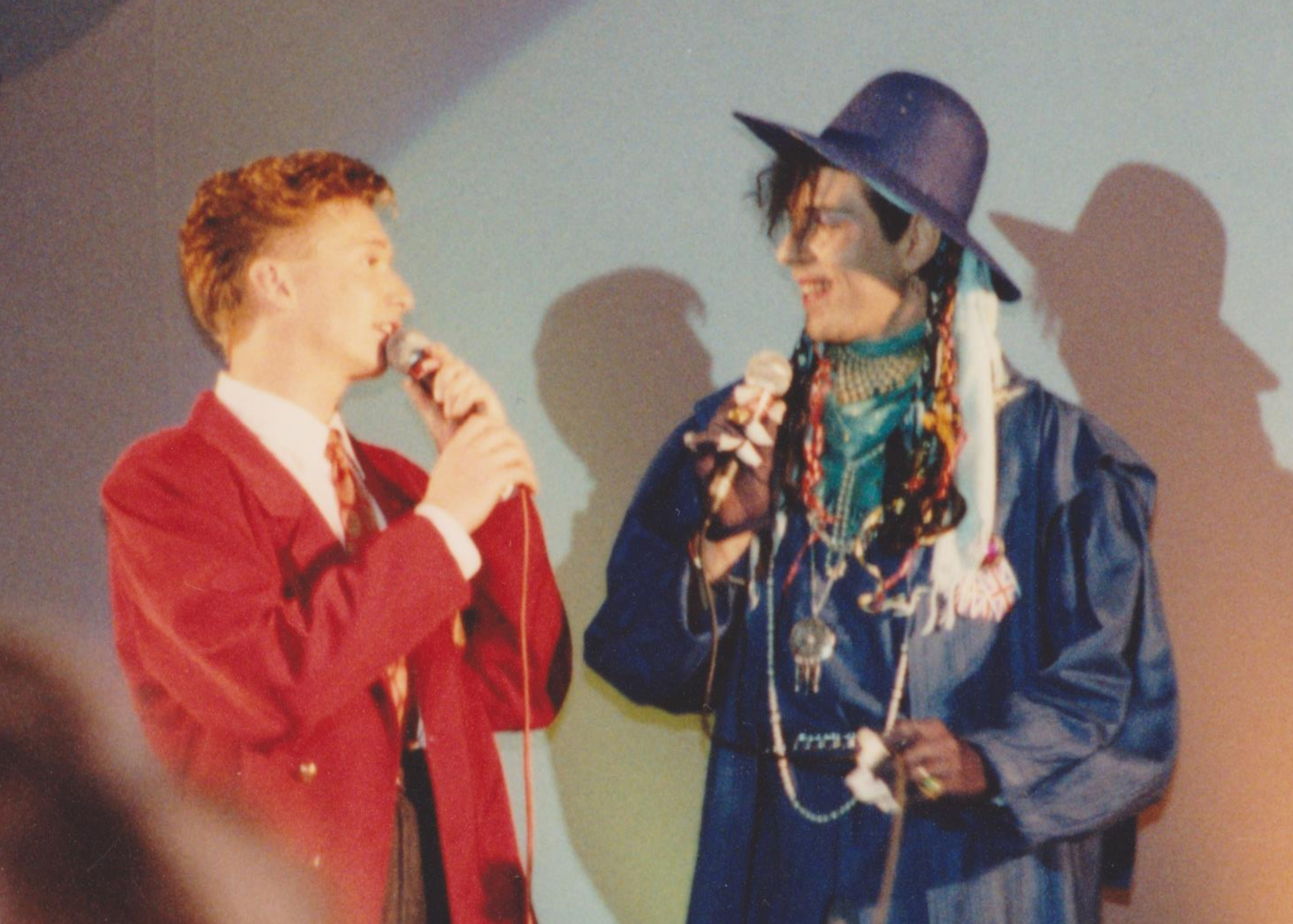
Soundmixshow anime Bart Kaëll et Patrick Knight du groupe Gravity Noir dans le rôle de Boy George

Un imitateur est un artiste de scène qui imite la voix et la gestuelle de personnalités célèbres. L'effet comique recherché est d'autant plus fort que la personne imitée est victime de tics, et qu'elle emploie certaines expressions fréquemment. Pour une imitation de chanteur, l'effet est renforcé en chantant une parodie de chanson plutôt que les paroles originales.
Selon l'oto-rhino-laryngologiste Jean Abitbol, les imitateurs ont la particularité d'avoir une corde vocale plus longue que l'autre ce qui leur permet de moduler plus facilement le timbre de leur voix.

## En France
En France, l'imitation fut longtemps cantonnée aux spectacles de cabaret, avec des artistes comme Jean Valton, André Aubert (célèbre aussi pour ses publicités où il imite Fernandel en « Don Patillo ») ou Claude Véga imitateur qui parodiait aussi bien des personnalités masculines que féminines.
En 1961, l'acteur Henri Tisot, qui jouait alors aussi un personnage de l'un des premiers feuilletons à succès de la télévision française, enregistra sur un disque 45 tours l'autocirculation, un monologue de cabaret, parodie burlesque du discours du général de Gaulle sur l'autodétermination de l'Algérie. Grâce à la qualité de l'imitation vocale et à l'actualité du sujet, on vendit un million d'exemplaires du disque, mais Tisot est resté spécialisé dans les seules imitations du Général.
Le succès de Thierry Le Luron dans les années 1970 et 1980, fait accéder l'imitation comme spectacle de music-hall  à part entière et non plus comme numéro de cabaret, sur des scènes comme Bobino ou l'Olympia. Parmi ses successeurs, Yves Lecoq, qui participe ensuite aux Guignols de l'info, parodie de journal télévisé avec des marionnettes auxquelles il prêtait sa voix, précédé en cela par Jean Roucas qui, quant à lui, officiait dans le Bébête Show. Patrick Sébastien se fait connaître par ses imitations de Bourvil et Joe Dassin, et par la suite s'engage dans une carrière d'animateur ; autre imitateur à faire aussi une carrière d'animateur, Pascal Brunner révélé par l'émission La Classe.
Des années 1990 à 2000 le genre de l'imitation perdure en France particulièrement à la télévision, dans des émissions d'humour où débute Laurent Gerra, qui se fait connaître dans Dimanche Martin et Nicolas Canteloup révélé avec Vivement Dimanche, et les Guignols de l'info. Marc-Antoine Le Bret accède à la notoriété dans diverses émissions de radio ou de télévision, dont Touche pas à mon poste ! et On n'est pas couché ; autre imitateur lancé par Laurent Ruquier, Michaël Gregorio qui s'est spécialisé dans l'imitation d'artistes de la variété française et étrangère.
Chez les artistes féminines, les imitatrices notables sont dans les années 1970 et 1980 Chantal Gallia ou Sophie Darel.  Depuis les années 1990, Sandrine Alexi est l'imitatrice des Guignols de l'info  sur Canal Plus, de Groland et de On n'est pas couché ainsi que de nombreux spectacles sur scène, et du programme les Minikeums sur France 3. La chanteuse Liane Foly s'est produite sur deux spectacles d'imitations durant les années 2000, ainsi que la québécoise Véronique DiCaire spécialisée en performance d'imitations chantées. Plus récemment, l'imitatrice et comédienne Anaïs Petit a été découverte sur Europe 1 et dans Vivement dimanche sur France 2 en duo avec Marc-Antoine Le Bret avant de rejoindre à son tour les Guignols sur Canal Plus.